# Elasmus apanteli
Elasmus apanteli är en stekelart som beskrevs av Charles Joseph Gahan 1913. Elasmus apanteli ingår i släktet Elasmus och familjen finglanssteklar. Inga underarter finns listade i Catalogue of Life.